# Pentaceraster sibogae
Pentaceraster sibogae är en sjöstjärneart som beskrevs av Doderlein 1916. Pentaceraster sibogae ingår i släktet Pentaceraster och familjen Oreasteridae. Inga underarter finns listade i Catalogue of Life.